# Mecistocephalus gulliveri
Mecistocephalus gulliveri är en mångfotingart som beskrevs av Butler 1876. Mecistocephalus gulliveri ingår i släktet Mecistocephalus och familjen storhuvudjordkrypare. Inga underarter finns listade i Catalogue of Life.